# Batalha do Rio Tchernaya
A Batalha do Rio Tchernaya foi uma batalha disputada nas margens do Rio Tchernaya, na Guerra da Crimeia.